# Llibre de les dones
Pour les articles homonymes, voir Llibre de les dones.
Le Llibre de les Dones (Livre des femmes) est un livre écrit en catalan probablement entre 1387 et 1392 par Francesc Eiximenis à Valence et dédié à Sanxa Ximenes d'Arenós, comtesse de Prades.

## Origine
En ce qui concerne la  date de composition, il y a eu un certain désaccord, car d'autres chercheurs, comme le père Martí de Barcelona, OFM Cap, datent l'œuvre vers 1396. Cependant Curt Wittlin s'incline à dater l'œuvre entre 1387 et 1392 sur la base de deux facteurs. En premier lieu, ce livre traite d'une façon abrégée des matières sur lesquelles d'autres  livres non écrits de l'œuvre Le Chrétien devraient traiter. On peut croire, donc, qu'il utilisa des matériels qu'il avait déjà préparés. En deuxième lieu, dans ce livre il y a beaucoup de références aux anges. Comme le professeur Wittlin indique astucieusement, le fait d'avoir tellement de références sur cette matière veut dire qu'Eiximenis assurément avait déjà en tête la composition de son projet suivant, le Llibre dels àngels (Livre des anges), consacré à ce sujet, et écrit en 1392.

## Structure et contenu
Ce livre se compose de trois cent quatre-vingt-seize chapitres, divisés en cinq parties, après d'une introduction générale. Ces cinq parties correspondent aux divers états de la femme: fille, demoiselle, mariée, veuve et religieuse. 

### Éducation de la femme selon des directrices médiévales
Le livre, dans les chapitres initiaux, veut être un manuel d'instruction des femmes, semblable à d'autres manuels qu'on usait en ce temps. Ce livre a l'air d'être influencé par d'autres traités de cette sorte, comme De eruditione filiorum nobilium (Sur l'érudition des fils des nobles) (circa 1250), de Vincent de Beauvais, OP, qu'influença beaucoup tout le Moyen Âge puisqu'il donnait des directrices basiques pour l'éducation féminine. 

### Volumes non écrits deLo Crestià
Néanmoins la partie finale, qui est dédiée aux religieuses et est la plus longue, est un petit traité de théologie. C'est dans cette partie qu'Eiximenis rassemble beaucoup de matériels (encore que ce soit d'une façon élémentaire et schématique), destinés sans doute à des volumes non écrits du Chrétien. De cette façon, cette partie porte sur les vertus théologales (sur lesquelles le Cinquè, ou cinquième volume, devrait avoir traité), les vertus cardinales (sur lesquelles le Sisè, ou sixième volume, devrait avoir traité), et sur le Décalogue (sur lequel le Setè, ou septième volume, devrait avoir traité). 
D'autres volumes non écrits du Chrétien devraient avoir traité aussi d'autres matières qu’apparaissent en cette partie finale de ce livre. Nous parlons du mariage et de la pénitence (rappelons-nous que le Desè, ou dixième volume, devrait avoir traité sur les sacrements), des vœux religieux et de la contemplation (l'Onzè, ou onzième volume, devrait avoir traité sur l'estament ecclésiastique) ou des chapitres finaux, qui traitent de sujets eschatologiques (le Tretzè, ou treizième volume, devrait avoir traité sur l'Eschatologie et la fin du monde, et du prix ou châtiment qu'on recevra alors, selon la mentalité médiévale).
En plus on parle de façon abrégé de sujets sur lesquels il avait déjà parlé au Terç (troisième volume du Chrétien), comme des sept péchés capitaux et des cinq sens.

## Traductions à l'espagnol
De ce livre on faisait beaucoup de traductions en espagnol, et même on utilisait ce livre pour l'éducation des quatre filles des Rois catholiques. 
On a fait aussi une adaptation, d'auteur aujourd'hui inconnu, avec quelques modifications, aussi en espagnol, publiée en 1542, avec le titre de Carro de las Donas.

## Éditions numériques

### Incunables
- Édition à la Biblioteca Digital Hispánica (Bibliothèque numérique hispanique) de l´édition incunable imprimée par Joan Rosembach (Barcelone, le 8 mai 1495)[7].

### Éditions anciennes
- Édition à Somni (collection numérisée du fonds ancien de l'université de Valence) de l'édition du Carro de las Donas faite par Juan de Villaquigrán à Valladolid en 1542.

### Éditions modernes
- Édition du Llibre de les dones (Barcelone. Curial Edicions Catalanes. 1981. XXXVII+620. Introduction de Curt Wittlin). Thèse de doctorat de Franck Naccarato dirigée par Joan Coromines et soutenue à l'université de Chicago en 1965.

### LeLlibre de les Donesdans les œuvres complètes en ligne
- Œuvres complètes de Francesc Eiximenis (en catalan et en latin).